# Campeonato Mundial de Piragüismo en Eslalon de 2011
El XXXIV Campeonato Mundial de Piragüismo en Eslalon se celebró en Bratislava (Eslovaquia) entre el 7 y el 11 de septiembre de 2011 bajo la organización de la Federación Internacional de Piragüismo (ICF) y la Federación Eslovaca de Piragüismo.
Las competiciones se realizaron en el canal de piragüismo en eslalon del Centro de Deportes Acuáticos de Čunovo, ubicado a orillas del río Danubio.

## Medallistas

### Masculino
| Evento                 | Oro | Plata | Bronce |
| ---------------------- | --- | --- | --- |
| K1 individual (11.09)  | Peter Kauzer Eslovenia 96,01 pts.                                                                                         | Mateusz Polaczyk · Polonia · 97,22 pts.                                                                                     | Fabien Lefèvre Francia 98,89 pts.                                                                                 |
| C1 individual (11.09)  | Denis Gargaud-Chanut Francia 101,14                                                                                       | Nico Bettge · Alemania · 103,83                                                                                             | Matej Beňuš · Eslovaquia · 103,91                                                                                 |
| C2 individual (10.09)  | Pavol Hochschorner · Peter Hochschorner · Eslovaquia · 106,76                                                             | Fabien Lefèvre Denis Gargaud-Chanut Francia 107,49                                                                          | Ladislav Škantár · Peter Škantár · Eslovaquia · 109,86                                                            |
| K1 por equipos (11.09) | Sebastian Schubert · Hannes Aigner · Alexander Grimm · Alemania · 110,79                                                  | Boris Neveu Vivien Colober Fabien Lefèvre Francia 111,83                                                                    | Giovanni De Gennaro · Daniele Molmenti · Omar Raiba · Italia · 112,44                                             |
| C1 por equipos (11.09) | Michal Martikán · Alexander Slafkovský · Matej Beňuš · Eslovaquia · 109,95                                                | Sideris Tasiadis · Nico Bettge · Jan Benzien · Alemania · 114,97                                                            | Stanislav Ježek · Vítězslav Gebas · Tomáš Indruch · República Checa · 115,74                                      |
| C2 por equipos (11.09) | Francia Gauthier Klauss / Matthieu Péché Pierre Labarelle / Nicolas Peschier Denis Gargaud-Chanut / Fabien Lefèvre 127,27 | Eslovaquia · Pavol Hochschorner / Peter Hochschorner · Ladislav Škantár / Peter Škantár · Tomáš Kučera / Ján Bátik · 127,94 | Reino Unido David Florence / Richard Hounslow Timothy Baillie / Etienne Stott Rhys Davies / Matthew Lister 129,51 |

### Femenino
| Evento                 | Oro                                                             | Plata                                                                                | Bronce                                                                |
| ---------------------- | --------------------------------------------------------------- | ------------------------------------------------------------------------------------ | --------------------------------------------------------------------- |
| K1 individual (10.09)  | Corinna Kuhnle · Austria · 110,05 pts.                          | Jana Dukátová · Eslovaquia · 113,33 pts.                                             | Maialen Chourraut · España · 113,58 pts.                              |
| C1 individual (11.09)  | Kateřina Hošková · República Checa · 138,58                     | Cen Nanqin China 140,13                                                              | Katarína Macová · Eslovaquia · 140,24                                 |
| K1 por equipos (11.09) | Elena Kaliská · Jana Dukátová · Dana Mann · Eslovaquia · 131,90 | Štěpánka Hilgertová · Irena Pavelková · Kateřina Kudějová · República Checa · 132,25 | Jasmin Schornberg · Melanie Pfeifer · Claudia Bär · Alemania · 134,77 |
| C1 por equipos (11.09) | Jessica Fox Rosalyn Lawrence Leanne Guinea Australia 179,44     | Teng Qianqian Cen Nanqin Xu Yanru China 194,96                                       | Mira Louen · Michaela Grimm · Lena Stöcklin · Alemania · 230,51       |

## Medallero
| Núm. | País            | Oro | Plata | Bronce | Total |
| ---- | --------------- | --- | ----- | ------ | ----- |
| 1    | Eslovaquia      | 3   | 2     | 3      | 8     |
| 2    | Francia         | 2   | 2     | 1      | 5     |
| 3    | Alemania        | 1   | 2     | 2      | 5     |
| 4    | República Checa | 1   | 1     | 1      | 3     |
| 5    | Australia       | 1   | 0     | 0      | 1     |
| 5    | Austria         | 1   | 0     | 0      | 1     |
| 5    | Eslovenia       | 1   | 0     | 0      | 1     |
| 8    | China           | 0   | 2     | 0      | 2     |
| 9    | Polonia         | 0   | 1     | 0      | 1     |
| 10   | España          | 0   | 0     | 1      | 1     |
| 10   | Italia          | 0   | 0     | 1      | 1     |
| 10   | Reino Unido     | 0   | 0     | 1      | 1     |
|      | TOTAL           | 10  | 10    | 10     | 30    |